# Jan Techau

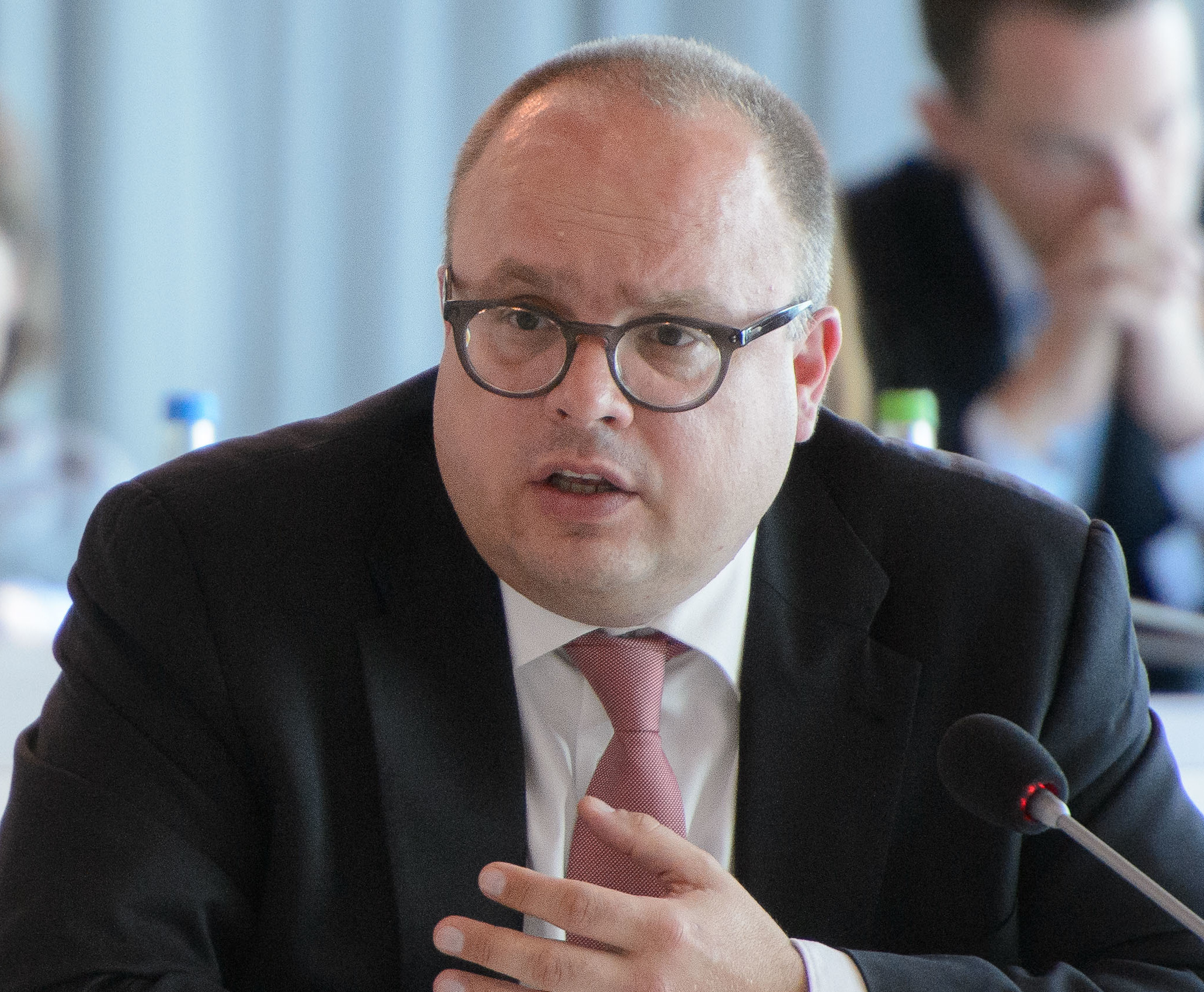
Jan Techau, 2014

Jan Techau (* 1972 in Lübeck) ist ein deutscher Politikwissenschaftler, Autor und Kommentator zur Außen-, Sicherheits- und Verteidigungspolitik. Von 2020 bis 2023 leitete er das Referat Reden und Texte im Bundesministerium der Verteidigung.

## Leben
Techau studierte Politikwissenschaft, Öffentliches Recht und Anglistik an der Christian-Albrechts-Universität zu Kiel und an der Pennsylvania State University. Seit 1999 Arbeitet er zu Fragen der internationalen Politik mit Schwerpunkt Sicherheit und Verteidigung, unter anderem bei der Deutschen Gesellschaft für Auswärtige Politik, dem NATO Defense College in Rom, und dem German Marshall Fund. Von 2011 bis 2016 war er Direktor von Carnegie Europe in Brüssel. Im Juni 2020 wechselte er als Referatsleiter ins Bundesministerium der Verteidigung in Berlin. Im Juni 2023 wurde er Deutschland-Direktor der Eurasia Group.
Im Mai 2017 veröffentlichte Techau mit Leon Mangasarian bei dtv das Buch "Führungsmacht Deutschland".

## Publikationen (Auswahl)
- What Makes Communication Strategic?, NDC Research Paper No. 65, Nato Defense College, Rome, 2011.[4]
- No Strategy Please, We're German, The Eight Elements That Shaped German Strategic Culture, in: Christopher M. Schnaubelt (Hrsg.), Towards A Comprehensive Approach, Strategic and Operational Challenges, NDC Forum Paper 18, Rom, Mai 2011.[5]
- The Strategic Europe Yardstick, Making Foreign Policy Strategic in A Union of 27, Carnegie Europe, Brüssel, Januar 2012.[6]
- Jan Techau (Hrsg.): Strategic Europe, Carnegie Europe, Brüssel, 2012.
- Einsatz im Inneren, James Bonds "Skyfall" als Gradmesser westlicher Befindlichkeit, Internationale Politik, Berlin, 2013.[7]
- Stefan Lehne, Daniel Keohane, Ulrich Speck, Jan Techau: A New Ambition For Europe, A Memo to The European Union Foreign Policy Chief, Carnegie Europe, Brüssel 2014.[8]
- The Right Kind of German Leadership for Europe, Strategic Europe, Brüssel, Oktober 2014.[9]
- Zu Europa und Westbindung bekennen! – Deutschland muss die Unsicherheit beseitigen, Beitrag zur "Review 2014" des Auswärtigen Amtes, Berlin 2014.[10]
- The Politics of Two Percent, NATO and the Security Vacuum in Europe, Carnegie Europe, Brüssel 2015.[11]
- A Promise Unfulfilled, German-American Relations 25 Years after Reunification, AICGS, Washington, 2015.
- Strategic Options for Europe, The Occasional Power, Carnegie Europe, Brüssel, 2015.[12]
- Tina Fordham, Jan Techau: Global Political Risk, The Convergence Between Geopolitical And Vox Populi Risk, London, Citibank Global Risk Report, London 2016.[13]
- Außenpolitik als moralische Zerreißprobe, in: Wolfgang Ischinger, Dirk Messner (Hrsg.), Deutschlands Neue Verantwortung, Berlin 2017.[14]
- Torn in the USA, Rezension von "Born To Run", der Autobiografie Bruce Springsteens, Berliner Republik, Berlin, 2017.[15]
- Leon Mangasarian, Jan Techau: Führungsmacht Deutschland. Strategie ohne Angst und Anmaßung. dtv-Verlag, München, 2017.